# Eugamandus oakleyi
Eugamandus oakleyi là một loài bọ cánh cứng trong họ Cerambycidae.